# Timo Bichler
Pour les articles homonymes, voir Bichler.
Timo Bichler  (né le 22 mars 1999 à Burghausen) est un coureur cycliste allemand, spécialiste des épreuves de vitesse sur piste.

## Biographie
Timo Bichler commence le VTT à l'âge de huit ans. Il est membre de l'équipe nationale à 14 ans. À 15 ans, il passe au cyclisme sur piste sur les épreuves de vitesse. Dès sa première course à Francfort-sur-l'Oder, il réalise un temps de 35,1 secondes sur 500 mètres qui le convainc de poursuivre.
En 2015, il participe aux championnats allemands et bat le record d'Allemagne du 500 mètres juniors en 32,872 secondes.
En 2016, il remporte l'argent du keirin aux championnats d'Europe juniors. L'année suivante, il obtient des bons résultats en vitesse par équipes. Avec Carl Hinze et Elias Edbauer, il obtient la médaille de bronze aux championnats d'Europe juniors avec le nouveau record d'Allemagne juniors en 45.406 secondes et d'argent aux mondiaux juniors avec un nouveau temps record de 44.995 secondes.
En 2018, il remporte le bronze en vitesse par équipes pour ses premiers championnats d'Europe élites.

## Palmarès

### Jeux olympiques
- Tokyo 2020
  - 5e de la vitesse par équipes

### Championnats du monde
| Édition / Épreuve          | Vitesse par équipes |
| Montichiari 2017 (juniors) | Argent              |
| Pruszków 2019              | 4e                  |

### Coupe du monde
- 2018-2019
  - 3e de la vitesse par équipes à Berlin
  - 3e de la vitesse par équipes à Londres
- 2019-2020
  - 2e de la vitesse par équipes à Hong Kong

### Championnats d'Europe
| Édition / Épreuve          | Keirin | Vitesse par équipes |
| Montichiari 2016 (juniors) | Argent |                     |
| Anadia 2017 (juniors)      |        | Bronze              |
| Glasgow 2018               |        | Bronze              |

### Championnats nationaux
- 2017
  -  Champion d'Allemagne de vitesse par équipes juniors
- 2018
  - 3e du championnat d'Allemagne de vitesse par équipes